# Stylaster corallium
Stylaster corallium is een hydroïdpoliep uit de familie Stylasteridae. De poliep komt uit het geslacht Stylaster. Stylaster corallium werd in 1986 voor het eerst wetenschappelijk beschreven door Cairns. 